# Mas Conques
El Mas Conques, o Mas Concas, és una masia del municipi de l'Escala inclosa en l'Inventari del Patrimoni Arquitectònic de Catalunya.

## Descripció
Situat al nord-oest de la població de l'Escala i a uns dos quilòmetres d'Empúries, al veïnat de Cinclaus. Edificat a la banda oest del portal del castell.
Mas format per dos grans cossos de planta rectangular adossats. Presenten les cobertes a dues aigües de teula, disposades transversalment, i estan distribuïts en planta baixa, pis i golfes. L'edifici principal està format per diverses crugies. A la planta baixa destaca un espai quadrat davanter, que presenta una jàssera central suportada per dos pilars de pedra. A l'est, un cos longitudinal que arriba fins al fons de l'estructura i a l'oest, una estança més curta coberta amb volta. Per la part posterior, dues crugies transversals més, una coberta amb volta de maó i l'altra amb volta de pedruscall. El cos adossat a la banda oest de l'edifici principal està disposat en dues crugies longitudinals, amb tres grans contraforts adossats a la façana oest i una escala exterior restituïda, a la façana nord.
La façana principal presenta quatre portals d'accés a l'interior, dos a cada nau. El principal és d'obertura rectangular amb les impostes destacades, els brancals emmarcats en carreus i la llinda plana, amb un petit escut força degradat al centre. Els altres portals són d'arc rebaixat, també adovellats. A l'extrem est de la façana hi ha un contrafort. Al pis hi ha dues finestres centrals, amb els brancals bastits amb carreus, la llinda plana o apuntada i l'ampit motllurat. Entre elles hi ha un rellotge de sol. La resta de finestres són rectangulars i emmarcades amb pedra. La que està situada a l'extrem oest de l'edifici principal presenta una inscripció a la llinda. La resta de façanes presenten obertures rectangulars, majoritàriament bastides amb carreus de pedra.
La construcció és de pedres de diverses mides sense treballar, amb fragments de material constructiu, lligat amb abundant morter de calç. Les cantoneres estan rematades amb carreus ben escairats.

## Història
El lloc de Cinc Claus està emplaçat en una petita eminència rocosa al bell mig de la plana al·luvial al nord-oest de l'Escala, a 2 km d'Empúries, per on passa l'antic camí d'Empúries a França (via Heraklea) i constitueix un interessant conjunt arquitectònic bastit sobre un lloc de poblament romà. Aquest està format per una església de s. IX restaurada el s. XVIII, les restes d'un castell del s. XIV (formades per un portal i una torre) un pont de baixa edat mitjana, i cinc masies del final del XVII i principis del xviii.
El primer esment de Cinc Claus es documenta l'any 958 amb el text de centum claves a les proes de jurisdicció, domini i successió en què el comte Gausfred reconeix aquest lloc com una de les nombroses propietats del latifundista Riculf. L'origen etimològic de centum, deriva de la centuriarització o parcel·lació del camp d'Empúries. Posteriorment, l'any 1402 apareix amb la forma Sinch Claus en un registre dels pobles del comtat d'Empúries incorporats a la Corona pel rei Martí l'Humà. El 1633, en un document de l'arxiu municipal de l'Escala, es registra com quinque clavibus.
Els conjunt de cinc masos varen ser construïts aprofitant elements de l'antic castell. En el cas del mas Can Concas, es bastí a la part esquerra, banda de ponent, del portal de migdia de l'antic castell de Cinclaus.
Aquest mas a pertànyer a Caterina Farrés i Sureda, viuda de Martí Paradís i Oller i àvia de l'escriptora escalenca Caterina Albert i Paradís, coneguda pel pseudònim Víctor Català. Anteriorment l'heretat havia estat propietat de la família Concas, de Torroella de Montgrí. Tal com ho relata una plafó informatiu a la façana principal del mas, un dels membres d'aquesta família, Víctor Concas i Pujol, va ser capità de navili i comandament del cuirassat Infanta Maria Teresa, que morí el 31 de maig de 1898 en el combat naval de Santiago de Cuba contra l'esquadra dels Estats Units. Aquest tràgic episodi històric inspirà la coneguda havanera El meu avi.
Actualment el mas alberga el restaurant-bar Víctor Català.